# AB团

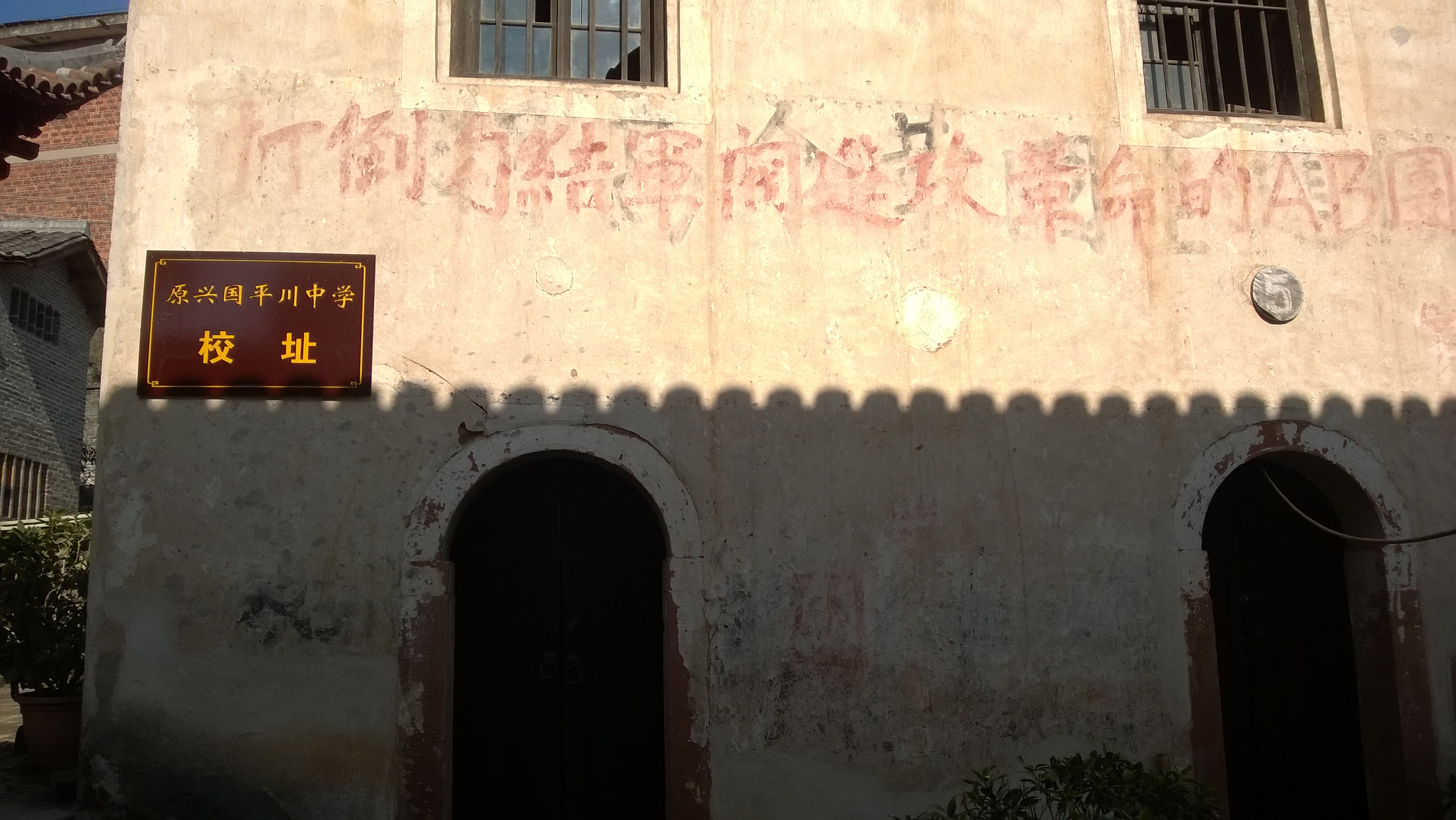
写在江西省赣南兴国县潋江书院墙壁上的标语“打倒勾结军阀进攻革命的AB团”

AB团（英語：Anti-Bolshevik League）是中国国民党中反共者于1926年12月在江西成立的一个团体，AB团的主要工作是与中国共产党争夺中國國民黨江西省黨部內部的权力。

## 背景
第一次国共合作时期，共产党帮助国民党在江西建立党组织。因此在国民党江西省党部中共产党员和国民党左派占有优势。1926年11月8日，国民革命军北伐攻克南昌。蒋介石发现江西的国民党省、市党部，完全由共产党员“把持党务”。于是蒋介石指示国民党中央特派员段锡朋组织AB团。与共产党争夺江西省国民党的领导权。有说“AB”是英文Anti-Bolševik的缩写，意思是反布尔什维克。1927年4月2日，发生了针对江西省国民党党部的四·二暴动，AB团随后垮台。

## 歷史
1927年底，江西省的中国国民党党务已基本被改组派掌握。1928年初，蒋介石通令各地党部一律停止活动，又委派党务指导委员赴各省及特别市整理党务。1928年3月31日，中国国民党中央执行委员会发出通告，任命各省党务指导委员会名单，其中周利生、陈礼江、王礼锡等9人被任命为江西省党务指导委员会委员。1928年5月17日，中国国民党江西省党务指导委员会正式成立。王镇寰、邹曾侯、王礼锡、刘抱一等6名江西省党务指导委员到会，以王镇寰、邹曾侯、王礼锡3人为常务委员，周利生为组织部长，陈礼江为宣传部长。改组派以朱培德作为靠山，阻挠江西省党务指导委员工作。中国国民党中央乃下令免去改组派李尚庸的江西省建设厅厅长职务、改组派彭程万的江西省政府委员职务。但改组派在李尚庸被免职之后，随即派另一改组派成员周贯虹接任江西省建设厅厅长。改组派还策动中国国民党江西党校的学生赴中国国民党江西省党部请愿，因受警察阻拦而爆发冲突，有学生受伤，改组派乃借机召开“江西各界声讨AB团殴打党校学生大会”，指控江西省党务指导委员会为AB团，可以说江西省党务指导委员会以原AB团成员为骨干。此后，刘抱一、曾华英、邹曾侯等人乃赴南京向中国国民党中央进行汇报。改组派随即也派代表团到中国国民党中央请愿。双方人员抵达南京后，段锡朋致函南京警察厅，指控改组派派赴南京者为“图谋不轨”的“共党分子”，要南京警察厅紧急处置。刘抱一、曾华英、邹曾侯也以中国国民党江西省党部的名义，向南京警察厅指控改组派代表为“通共分子”及“共产分子”。南京警察厅厅长孙伯文便派出警察，将能找到住址的改组派代表拘留。1929年4月底，国民政府以江西省主席朱培德奉命北伐为理由，派杨赓生代行江西省主席职务。改组派由此受沉重打击，中国国民党江西省党务被江西省党务指导委员会掌控。

## 結果
但其影响并未结束。此后数年，共产党认为有AB团混入了他们内部，并在其党群机关中开展一系列的反AB团运动，大量黨員被打成AB團并被处决。鄭學稼在《中共富田事變真相》一書中评論道：「我們知道：國民黨人組織的AB團，不是後來所說的Anti-Bolševik，它只存在三個月的時間。毛澤東利用這個名稱，發動富田事變，張國燾也利用它，發動『許繼慎派慘案』。」

## 主要成员
段锡朋、周利生、程天放、洪轨、巫启圣、曾华英、熊育钖、王礼锡、王冠英、罗时实、贺扬灵、刘抱一、曾华英等。

## 延伸阅读
- 王健民，《中國共產黨史稿》
- 鄭學稼，《中共富田事變真相》
- 張國燾，《我的回憶》

## 外部連結
- 許行：江西時期的紅色恐怖，《開放》雜誌2006年第12期